# Stop-and-go penalty
Stop-and-go penalty, (svensk översättning: stopp-och-gå-straff) eller ten-second time penalty, är ett racingstraff som innebär att föraren måste köra in i depån och stanna 10 sekunder innan han får fortsätta racet. Under stoppet tillåts ingen att arbeta med bilen.
Straffet utdöms för allvarligare regelbrott som osportligt uppträdande av olika slag, till exempel orsakande av en kollision.